# Саваба, Гамбо
Хаджиа Гамбо Саваба (хауса Gambo Sawaba; 15 февраля 1933 — октябрь 2001) — нигерийская активистка движения за права женщин, политик и филантроп. Занимала пост заместителя председателя Великой нигерийской народной партии (GNPP) и была избрана лидером женского крыла Северного прогрессивного союза (NEPU).

## Биография
Хаджиа Саваба родилась в семье иммигранта из Ганы Исы Амартея Амартейфио (при крещении Теофилуса Уилкокса) и женщины-нупе Фатимы Амартейфио из Лавуна (штат Нигер). Выпускник Школы геодезии в колонии Золотой Берег, Амартейфо иммигрировал в Нигерию в 1910 году и пытался устроиться на работу в Нигерийскую железнодорожную корпорацию. Прадед Фатимы по материнской линии был кузнецом и воином. Его сын Мамман Дазу, приходившийся Гамбо дедушкой, слыл великим воином.
Иса Амартей Амартейфио принял ислам после переезда в Зарию. Он познакомился с Фатимой и через несколько лет женился на ней. Фатима была вдовой, у которой уже было трое детей от её покойного мужа Мохаммаду Алао. Саваба была пятой из родившихся в браке шестерых детей. Согласно обычаю хауса, любого ребенка, родившегося после рождения близнецов, называли Гамбо, что прибавлялось к её личному имени Хаджарату. В детстве её описывали как упрямую и своенравную девочку, которая часто ввязывалась в уличные драки. По её собственным словам, она не могла молча наблюдать за насилием против более слабых друзей или родственников.
Хаджарату Гамбо пошла учиться в начальную школу в Тудун Ваде, однако ей пришлось бросить учёбу после смерти отца в 1943 году, а три года спустя умерла и мать. В 13 лет её выдали замуж за ветерана Второй мировой войны Абубакара Гарба Белло, который так и не вернулся после её первой беременности. Её последующие браки были непродолжительными, а один даже распался из-за драк между супругами.

## Политическая деятельность
Саваба начала заниматься политикой с 17 лет. В то время в политической жизни Северной Нигерии доминировал Северный народный конгресс, пользовавшийся поддержкой эмиров и британской колониальной администрации, но Саваба присоединилась к левой оппозиционной группе Прогрессивный союз северных элементов (NEPU). Она выступала за внедрение всеобщего образования по европейскому образцу, против ранних браков и принудительного труда.
Известность пришла к Гамбо благодаря публичным выступлениям перед аудиториями, где почти все были мужчинами. Политическая активность женщин ещё была в диковинку (её наставницей выступала Фунмилайо Рансоме-Кути, к которой Саваба спустя годы приезжала в Абеокуту). Поэтому Савабу считают застрельщицей борьбы за освобождение женщин севера Нигерии. Само прозвище Саваба, означающее свободу или искупление, было дано ей Амину Кано, ещё одним её политическим ментором, когда она была избрана генеральным президентом женского крыла NEPU.
Саваба считалась «самой преследуемой нигерийской женщиной-политиком»: 16 раз её бросали в тюрьму — за её борьбу против несправедливых налогов, детских браков, принудительного и неоплачиваемого труда, за агитацию за рабочие места для женщин, образование для девочек и полное право голоса. Её задерживали так часто, что она везде брала с собой тюремное постельное бельё на случай очередного ареста.
В её честь названа больница в Кадуне и общежитие Университета Байеро в Кано.